# Filodamo di Scarfea
Filodamo (in greco antico: Φιλόδαμος?, Philòdamos; in latino Philodamus; Scarfea, 370 a.C. circa – dopo il 330 a.C.) è stato un poeta greco antico.

## Biografia
Le poche notizie che abbiamo su Filodamo provengono dall'iscrizione che ce ne tramanda l'opera.
Insieme a Epigene e Mantida, suoi fratelli, Filodamo scrisse un peana che, esaminato dai governanti di Delfi intorno al 339 a.C., fu eseguito ai Theoxenia (banchetto sacro) della città pitica. Per questo, i delfii garantirono alla discendenza di Filodamo e dei suoi fratelli vari privilegi, quali la prossenia, la priorità nella consultazione dell'oracolo e l'esenzione fiscale.

## Peana a Dioniso

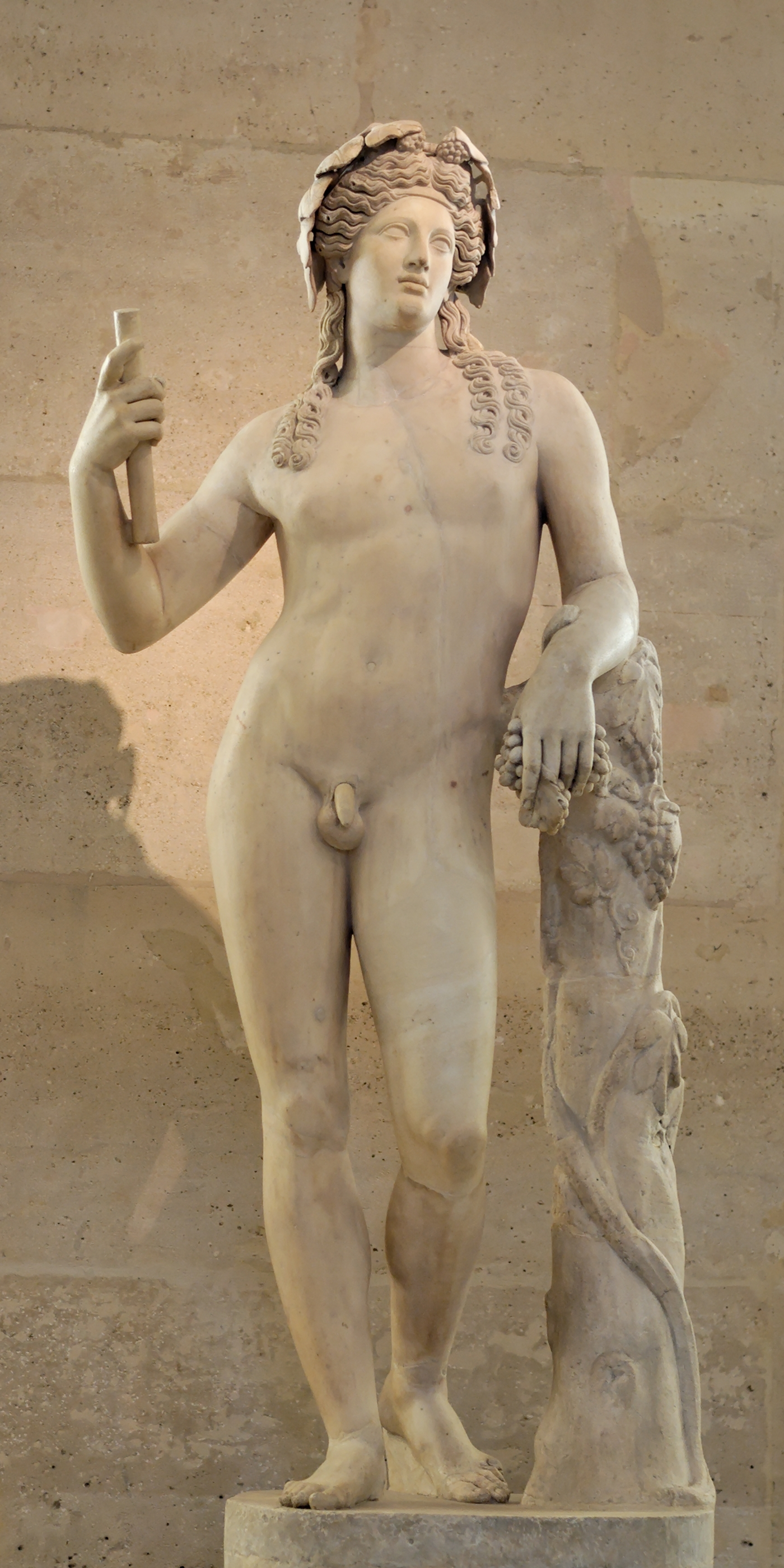
Statua di Dioniso del II secolo, esposta al Louvre.

Filodamo, come detto, aveva scritto un peana a Dioniso, registrato su un'iscrizione ed eseguito nell'anno 340/339 a.C.
Il testo del peana consiste di 12 strofe di 13 gliconei, ognuna delle quali include un mesimnio ed un efimnio, secondo un carattere formulare tipico del peana tradizionaleː tuttavia, alla formula "o iè Peana" Filodamo premette la tipica invocazione dionisiaca "evoè iò Bacco".
Le prime cinque strofe, dopo l'invocazione al dio con epiteti cultuali, ne celebrano la nascita a Tebe, la diffusione in molte località elleniche, l'arrivo al santuario delfico. Nelle ultime strofe, Filodamo e i suoi fratelli lo invocano col titolo apollineo di "Peana".
Per generale ammissione della critica, questo particolare peana connesso con il ditirambo dionisiaco ha uno stile elevato e poetico, con molte allusioni alla letteratura precedente, ma con un tono, comunque, piuttosto fiacco e formale.